# Aleph (roman)
Pour les articles homonymes, voir Aleph.
 (novembre 2018).
Aleph est un roman de Paulo Coelho publié en 2011.

## Résumé
En 2006 Paulo entreprend la traversée de la Russie (9288 km) en transsibérien (15 jours). Hilal, russe de 21 ans, se joint à lui et dit qu'elle veut prendre du plaisir. Un jour, avec elle, il se retrouve dans l'Aleph, le point où tout est au même endroit en même temps. Ils couchent ensemble. Devant lui, un inquisiteur donne le livre des racines de la foi chrétienne à un homme riche puis torture Hilal et lui fait avouer avoir couché avec Paulo.